# هارتفيغ نيلسن
هارتفيغ نيلسن (بالدنماركية: Hartvig Nielsen)‏ هو لاعب شطرنج دنماركي، (و. 1908  م).

## روابط خارجية
- هارتفيغ نيلسن على موقع مباريات الشطرنج (الإنجليزية)
- هارتفيغ نيلسن على موقع 365Chess.com (الإنجليزية)
- هارتفيغ نيلسن سجل أولمبياد الشطرنج على موقع OlimpBase.org (الإنجليزية)